# Loopas
Een loopas is een as die niet wordt aangedreven bij locomotieven, dit in tegenstelling tot de drijfassen. Loopassen worden toegepast om de aslast van de aangedreven assen te verlichten, bijvoorbeeld als een locomotief bedoeld is voor sporen die minder zwaar zijn uitgevoerd, of als een locomotief bijzonder zwaar is.